# Dirades latifasciata
Dirades latifasciata är en fjärilsart som beskrevs av Moore 1887. Dirades latifasciata ingår i släktet Dirades och familjen Uraniidae. Inga underarter finns listade i Catalogue of Life.